# Tele-Ski
Tele-Ski war eine deutsche Skigymnastik-Serie des Bayerischen Rundfunks, die ab 1977 produziert und später
mit dem Untertitel Tipps und Training für Piste und Loipe ausgestrahlt wurde.

## Konzept

Die Hocke bei der Skiabfahrt

Moderatoren der Sendung waren die Profi-Skiläufer Franz Klammer, Toni Sailer, Hansi Hinterseer, Rosi Mittermaier, Christa Kinshofer und der Sportjournalist und Skilehrer Manfred Vorderwülbecke, die zu Musik von Max Greger
den Zuschauer mit Informationen auf den Skiurlaub vorbereiteten und Übungen zum Skilaufen zeigten. Am Ende einer jeden der Sendung mussten Moderatoren und Zuschauer in die Hocke gehen, um während einer Kamerafahrt bei der im Hintergrund eine Weltcup-Abfahrtspiste gezeigt wurde, eine zweiminütige Skiabfahrt zu simulieren. Im Abspann folgte ein Einspieler mit Fuzzy Garhammer, dem Pistenschreck.
Die Serie wurde in München gedreht.

## Ausstrahlung und Verwertung
Das Format war so erfolgreich, dass Tele-Ski später auf allen Dritten Programmen lief. Begleitend wurden Videos und Lehrbücher als zusätzliche Trainingseinheiten produziert. Zudem erschienen 1982 Kassetten und eine Schallplatte mit der Bezeichnung Tele-Ski, Tips und Training für Piste und Loipe im Handel, die von Jürgen Kemmler und Manfred Vorderwülbecke entwickelt und von der BVL-Verlagsgesellschaft herausgegeben wurden und die LP Tele Ski: Ein Trainingsprogramm mit Musik (1982).